# 철(II)

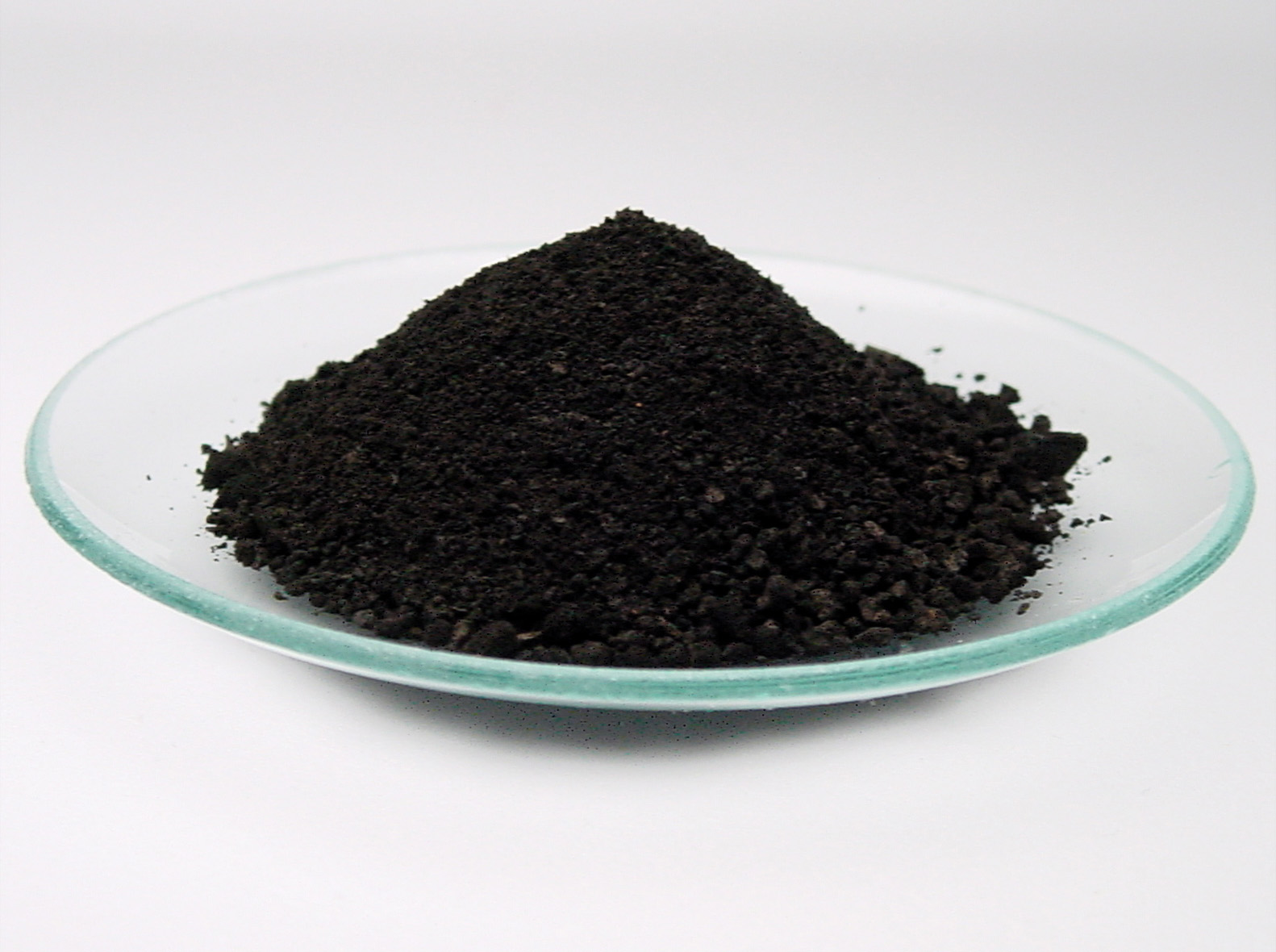
산화제일철

철(II) (iron(II)) 또는 제일철(第一鐵, ferrous, 제1철)은 철의 산화상태 중 산화수가 +2인 상태, 즉 Fe2+를 말한다. 이에 비해 산화수가 +3인 Fe3+은 제이철(ferric) 또는 "철(III)"이라 한다. 국제순수응용화학연합(IUPAC)에서 "철(II)", "철(III)"과 같은 괄호 속 로마숫자 표기를 진흥하기로 결정함에 따라 제일철-제이철 사용례는 오늘날에는 잘 쓰이지 않는다.

## 같이 보기
- 산화 철(III)
- 산화 철(II)
- 제이철